# 몬테로톤도마리티모
몬테로톤도마리티모(이탈리아어: Monterotondo Marittimo)는 이탈리아 토스카나주 그로세토도에 있는 코무네다. 피렌체에서 남서쪽 80km, 그로세토에서 북서쪽 25km 거리에 있다.